# Estouy
Estouy is een gemeente in het Franse departement Loiret (regio Centre-Val de Loire) en telt 505 inwoners (2004). De plaats maakt deel uit van het arrondissement Pithiviers.

## Geografie
De oppervlakte van Estouy bedraagt 17,7 km², de bevolkingsdichtheid is 28,5 inwoners per km².
De onderstaande kaart toont de ligging van Estouy met de belangrijkste infrastructuur en aangrenzende gemeenten.

## Demografie
Onderstaande figuur toont het verloop van het inwonertal (bron: INSEE-tellingen).